# دی‌فنیل‌استیلن
دی‌فنیل‌استیلن (به انگلیسی: Diphenylacetylene) با فرمول شیمیایی C14H10 یک ترکیب شیمیایی با شناسه پاب‌کم ۱۰۳۹۰ است. که جرم مولی آن 178.24 g/mol می‌باشد. شکل ظاهری این ترکیب، جامد بی‌رنگ است.